# Adelquis Remón Gay
Adelquis Remón Gay (ur. 21 stycznia 1949 w Cuatro Caminos-La Caridad, zm. 15 listopada 1992 w Puerto Plata) – kubański szachista i trener szachowy, mistrz międzynarodowy od 1978 roku.

## Kariera szachowa
Pierwszy międzynarodowy sukces osiągnął w 1978 r., zajmując II m. w jednej z grup turnieju strefowego (eliminacji mistrzostw świata, rozegranym w Ekwadorze. Wielokrotnie startował w memoriałach Jose Raula Capablanki, zarówno w turniejach głównych, jak i pobocznych. Największy indywidualny sukces w karierze odniósł w 1990 r. w Hawanie, samodzielnie zwyciężając w 25. edycji tego turnieju, jednocześnie wypełniając pierwsza normę na tytuł arcymistrza.
Najwyższy ranking w karierze osiągnął 1 stycznia 1991 r., z wynikiem 2470 punktów zajmował wówczas 4. miejsce (za Jesusem Nogueirasem, Walterem Arencbią i Amadorem Rodriguezem) wśród kubańskich szachistów.

## Katastrofa lotnicza
Zginął śmiercią tragiczną 15 listopada 1992 r. podczas katastrofy lotniczej na dominikańskim lotnisku Gregorio Luperón koło Puerto Plata. Samolot, którym wracał do Hawany po zakończonym turnieju w Santo Domingo, rozbił się w czasie międzylądowania w Puerto Plata. W katastrofie zginęły 34 osoby.